# 24.ª Flotilla Aérea
La 24.ª Flotilla Aérea (第二十四航空戦隊, Dai-Nijūyon Kōkū-Sentai) fue una unidad de aviación de combate de la Armada Imperial Japonesa durante la campaña del Pacífico de la Segunda Guerra Mundial. La flotilla, compuesta principalmente por bombarderos con base en tierra, cazas e hidroaviones, pertenecía a la 4.ª Flota de la Armada Imperial Japonesa. Originalmente, las unidades principales de la flotilla eran el 4.° Grupo Aéreo, el Grupo Aéreo Naval de Yokohama y el 1.° Grupo Aéreo.

## Organización
El 4.º Grupo Aéreo Combinado (第4連合航空隊, Dai-yon Rengō Kōkutai) fue la unidad original de la 24.ª Flotilla Aérea, por lo tanto, se incluye esta sección del 4.º Grupo Aéreo Combinado.
| Fecha                              | Perteneciente a  | Nombre de la unidad              | Unidades de aviación y componentes                                                                               |
| ---------------------------------- | ---------------- | -------------------------------- | --- |
| 15 de noviembre de 1940 (original) | Flota Combinada  | 4.º Grupo Aéreo Combinado        | Grupo Aéreo Naval de Chitose, Grupo Aéreo Naval de Yokohama, portahidroaviones Kamoi                             |
| 15 de enero de 1941                | 11.ª Flota Aérea | 24.ª Flotilla Aérea (renombrada) | Grupo Aéreo Naval de Chitose, Grupo Aéreo Naval de Yokohama, portahidroaviones Kamoi, Goshū Maru                 |
| 10 de abril de 1941                | 11.ª Flota Aérea | 24.ª Flotilla Aérea              | Grupo Aéreo Naval de Chitose, Grupo Aéreo Naval de Yokohama, portahidroaviones Kamoi, Goshū Maru 1.º Grupo Aéreo |
| 20 de diciembre de 1941            | 4.ª Flota        | 24.ª Flotilla Aérea              | Grupo Aéreo Naval de Chitose, Grupo Aéreo Naval de Yokohama, 1.º Grupo Aéreo, Goshū Maru                         |
| 16 de febrero de 1942              | 4.ª Flota        | 24.ª Flotilla Aérea              | Grupo Aéreo Naval de Chitose, Grupo Aéreo Naval de Yokohama, 1º Grupo Aéreo, 4.º Grupo Aéreo, Goshū Maru         |
| 1 de abril de 1942                 | 11.ª Flota Aérea | 24.ª Flotilla Aérea              | Grupo Aéreo Naval de Chitose, Grupo Aéreo Naval de Yokohama, 1º Grupo Aéreo, Goshū Maru                          |
| 1 de diciembre de 1942             | 11.ª Flota Aérea | 24.ª Flotilla Aérea              | 201.º Grupo Aéreo Naval, 552.º Grupo Aéreo Naval, 752.º Grupo Aéreo Naval                                        |
| 5 de agosto de 1943                | 12.ª Flota Aérea | 24.ª Flotilla Aérea              | 531.º Grupo Aéreo Naval, 752.º Grupo Aéreo Naval                                                                 |
| 1 de diciembre de 1943             | 12.ª Flota Aérea | 24.ª Flotilla Aérea              | 281.º Grupo Aéreo Naval, 531.º Grupo Aéreo Naval, 752.º Grupo Aéreo Naval                                        |
| 20 de febrero de 1944              | Disuelta         | Disuelta                         | Disuelta |

## Comandantes
|   | Rango                         | Nombre           | Fecha                                     | Notas                                                                                                 |
| - | ----------------------------- | ---------------- | ----------------------------------------- | --- |
| 1 | Contraalmirante               | Ryūnosuke Kusaka | 15 de noviembre de 1940                   | |
| 2 | Contraalmirante Vicealmirante | Eiji Gotō        | 15 de abril de 1941 15 de octubre de 1941 | |
| 3 | Contraalmirante               | Minoru Maeda     | 1 de junio de 1942                        | |
| 4 | Contraalmirante Vicealmirante | Michiyuki Yamada | 20 de enero de 1943 6 de febrero de 1944  | KIA on 6 February 1944 at Ruot (Battle of Kwajalein). Posthumly promoted to Vice-Admiral on same day. |
| x | Puesto vacante                |                  | 7 de febrero de 1944                      | After unnoticed death of Rear-Admiral Yamada.                                                         |